# Rushton (Northamptonshire)
Pour les articles homonymes, voir Rushton.
Rushton est une paroisse civile et un village du Northamptonshire, en Angleterre.